# Елмер (Оклахома)
Елмер (англ. Elmer) — місто (англ. town) в США, в окрузі Джексон штату Оклахома. Населення — 65 осіб (2020).

## Географія
Елмер розташований за координатами 34°28′51″ пн. ш. 99°21′7″ зх. д. / 34.48083° пн. ш. 99.35194° зх. д. (34.480859, -99.351971).  За даними Бюро перепису населення США в 2010 році місто мало площу 1,12 км², уся площа — суходіл.

### Клімат
| Клімат : Елмер        | Клімат : Елмер | Клімат : Елмер | Клімат : Елмер | Клімат : Елмер | Клімат : Елмер | Клімат : Елмер | Клімат : Елмер | Клімат : Елмер | Клімат : Елмер | Клімат : Елмер | Клімат : Елмер | Клімат : Елмер | Клімат : Елмер |
| Показник              | Січ.           | Лют.           | Бер.           | Квіт.          | Трав.          | Черв.          | Лип.           | Серп.          | Вер.           | Жовт.          | Лист.          | Груд.          | Рік            |
| Середній максимум, °C | 11,8           | 14,8           | 20,3           | 25,8           | 29,7           | 34,1           | 36,8           | 35,8           | 31,2           | 26,1           | 18,6           | 12,7           | 24,8           |
| Середній мінімум, °C  | −3,6           | −1,2           | 3,6            | 9,1            | 14,2           | 19,1           | 21,6           | 20,6           | 16,7           | 10,1           | 3,8            | −1,8           | 9,3            |
| Норма опадів, мм      | 20             | 28             | 41             | 48             | 107            | 89             | 46             | 64             | 86             | 61             | 33             | 23             | 645            |
| --------------------- | -------------- | -------------- | -------------- | -------------- | -------------- | -------------- | -------------- | -------------- | -------------- | -------------- | -------------- | -------------- | -------------- |
| Джерело: weather.com  |                |                |                |                |                |                |                |                |                |                |                |                |                |

## Демографія
Згідно з переписом 2010 року, у місті мешкало 96 осіб у 39 домогосподарствах у складі 30 родин. Густота населення становила 86 осіб/км².  Було 58 помешкань (52/км²).
Расовий склад населення:
| - 86,5 % — білих - 2,1 % — корінних американців - 10,4 % — осіб інших рас |

До двох чи більше рас належало 1,0 %. Частка іспаномовних становила 22,9 % від усіх жителів.
За віковим діапазоном населення розподілялося таким чином: 19,8 % — особи молодші 18 років, 60,4 % — особи у віці 18—64 років, 19,8 % — особи у віці 65 років та старші. Медіана віку мешканця становила 40,5 року. На 100 осіб жіночої статі у місті припадало 92,0 чоловіків;  на 100 жінок у віці від 18 років та старших — 108,1 чоловіків також старших 18 років.
Середній дохід на одне домашнє господарство  становив 59 850 доларів США (медіана — 29 167), а середній дохід на одну сім'ю — 71 579 доларів (медіана — 42 917). За межею бідності перебувало 7,1 % осіб, у тому числі 0,0 % дітей у віці до 18 років та 21,7 % осіб у віці 65 років та старших.
Цивільне працевлаштоване населення становило 41 осіб. Основні галузі зайнятості: виробництво — 26,8 %, освіта, охорона здоров'я та соціальна допомога — 26,8 %, роздрібна торгівля — 12,2 %, сільське господарство, лісництво, риболовля — 12,2 %.